# Crookston (Minnesota)
 For alternative betydninger, se Crookston. (Se også artikler, som begynder med Crookston)
Crookston er en amerikansk by og administrativt centrum for det amerikanske county Polk County, i staten Minnesota. I 2000 havde byen et indbyggertal på 8.192.

## Ekstern henvisning
- Crookstons hjemmeside (engelsk)

47°46′27″N 96°36′29″V / 47.774166666667°N 96.608055555556°V